# Фролов, Дмитрий Николаевич (хоккеист)
Дмитрий Николаевич Фролов (род. 22 августа 1966) — российский хоккеист, заслуженный мастер спорта России.

## Карьера
В 1985 году начал выступать в команде первой лиги «Динамо» (Харьков). За два сезона провёл 65 игр.
С 1987 года играл в высшей лиге. За два сезона в рижском «Динамо» провёл 94 игры. Выступая за столичное «Динамо» провёл 117 игр. В питерском СКА провёл 34 игры.
В 1993 году выехал в итальянский ХК «Дэвизл».
Сезон 1995/96 провёл в Австрийской хоккейной лиге в составе «Люстенау».
С 1996 года играл в «Ганновер Скорпионс», выступающий в немецкой элитной лиге.
В 1997 году вернулся в российскую Суперлигу. По сезону выступал за «Динамо» (39 игр), «Авангард» (28 игр) и «ЦСКА» (17 игр).
В сезоне 2000/01 принял приглашение клуба Московского университета. За следующий сезон (2001/2002) сыграл лишь 5 игр за команду высшей лиги «Газовик» и завершил карьеру.
В 2004/05 году вернулся в большой спорт, выступив за астанинский «Барыс» в первенстве Высшей хоккейной лиги (36 игр) и чемпионате Казахстана.
Выступал в составе сборной России на трёх (1993, 1994 и 1995) чемпионатах мира. Чемпион мира 1993 года.

## Тренерская карьера
С 2011 года работал тренером в командах МХЛ — «Русские Витязи», «Атлант», «Спартак».
С 20 октября 2015 года — главный тренер МХК Спартак.

## Награды
Чемпион мира (1993)
 Чемпион СССР (1990, 1991, 1992) 

 Серебряный призёр чемпионата СССР (1988)
 Чемпион Италии (1994)